# Roberto Dell'Acqua
Roberto Dell'Acqua (Roma, 16 de abril de 1946-Roma, 16 de septiembre de 2019) fue un actor italiano.

## Biografía
Hermano de Arnaldo Dell'Acqua, Ottaviano Dell'Acqua y Alberto Dell'Acqua, (los tres son actores) y de Fernanda Dell'Acqua (que no se dedica a la actuación). En 1979, los cuatro hermanos interpretan a un grupo de zombis en la isla de Matool, en la película Zombi 2, dirigida por Lucio Fulci, donde actúa Al Cliver, Ian McCulloch, Olga Karlatos, Stefania D'Amario y Auretta Gay.
Roberto Dell'Acqua participó en 52 producciones aproximadamente iniciando en 1970, y visto últimamente en 1990.

## Filmografía
- Buon funerale amigos!... paga Sartana, de Giuliano Carnimeo (1970)
- Ciakmull - L'uomo della vendetta, de Enzo Barboni (1970)
- Lo chiamavano Trinità..., de Enzo Barboni (1970)
- Quel maledetto giorno della resa dei conti, de Sergio Garrone (1971)
- Continuavano a chiamarlo Trinità, de Enzo Barboni (1971)
- Eroi all'inferno, de Joe D'Amato (1973)
- Piedone lo sbirro, de Steno (1973)
- I racconti di Viterbury - Le più allegre storie del '300, de Mario Caiano (1973)
- Il mio nome è Shangai Joe, de Mario Caiano (1973)
- Piedone a Hong Kong, de Steno (1975)
- Colpo in canna, de Fernando Di Leo (1975)
- Che botte ragazzi!, de Bitto Albertini (1975)
- Keoma, de Enzo G. Castellari (1976)
- Il grande racket, de Enzo G. Castellari (1976)
- Napoli violenta, de Umberto Lenzi (1976)
- La via della droga, de Enzo G. Castellari (1977)
- Lo chiamavano Bulldozer, de Michele Lupo (1978)
- Zombi 2, de Lucio Fulci (1979)
- Incubo sulla città contaminata, de Umberto Lenzi (1980)
- ...E tu vivrai nel terrore! L'aldilà, de Lucio Fulci (1981)
- Dos granujas en el Oeste, de Michele Lupo (1981)
- I giorni dell'inferno, de Tonino Ricci (1986)
- Killer vs. Killers, de Fernando Di Leo (1985)
- L'ultimo volo all'inferno, de Ignazio Dolce (1990)